# Acicarpha procumbens
Acicarpha procumbens är en calyceraväxtart som beskrevs av Christian Friedrich Lessing. Acicarpha procumbens ingår i släktet nålnötter, och familjen calyceraväxter. Inga underarter finns listade i Catalogue of Life.